# Scutisotoma subarctica
Scutisotoma subarctica är en urinsektsart som först beskrevs av Hermann Gisin 1950.  Scutisotoma subarctica ingår i släktet Scutisotoma, och familjen Isotomidae. Arten är reproducerande i Sverige.